# Уилкинсон, Эдриан
Э́дриэн Мэ́ри Уи́лкинсон (англ. Adrienne Marie Wilkinson; род. 1 сентября 1977, Мемфис, США) — американская актриса.

## Биография
Эдриэн Мэри Уилкинсон родилась 1 сентября 1977 года в Мемфисе (Миссури). Когда ей исполнилось 2 года, она начала заниматься танцами и гимнастикой, делая успехи на сцене. В период учёбы в средней школе занятия танцами продолжались в разных танцевальных классах.
В старших классах была участницей музыкальной группы под названием S.L.A.M.M., просуществовавшей очень короткое время. Тогда же Эдриан влюбилась в актёрское мастерство. Получив аттестат об окончании школы в Спрингфилде, переехала в Лос-Анджелес (Калифорния), чтобы осуществить свою мечту, став актрисой.
В 2000 году Эдриан Уилкинсон получила роль, принёсшую ей всемирную известность — она сыграла два противоположных характера, Ливию и Еву, дочь Зены в двух последних сезонах сериала «Зена — королева воинов».
За свою карьеру актрисы исполнила более 70 ролей.

## Фильмография
| Год       |    | Русское название               | Оригинальное название            | Роль                 |
| --------- | -- | ------------------------------ | -------------------------------- | -------------------- |
| 1996      | с  | Школа в Ласковой долине        | Sweet Valley High                | Тара                 |
| 1997      | с  | Спасённые звонком: Новый класс | Saved by the Bell: The New Class | Соня                 |
| 2000—2001 | с  | Зена — королева воинов         | Xena: Warrior Princess           | Ева                  |
| 2001      | с  | ФАКультет                      | Undressed                        | Лоис                 |
| 2002      | тф | Перехватчики 2                 | Interceptor Force 2              | Дон ДеСильвия        |
| 2002      | с  | Да неужели                     | As If                            | Никки                |
| 2003      | с  | Ангел                          | Angel                            | Флэппер              |
| 2003      | с  | Дни нашей жизни                | Days of Our Lives                | Линда Браунинг       |
| 2005      | с  | Взгляды                        | Eyes                             | Мелоди               |
| 2005      | с  | Скорая помощь                  | ER                               | Джессика             |
| 2005      | с  | Зачарованные                   | Charmed                          | Фиби #2              |
| 2013      | ф  | Убей или умри                  | Raze                             | Нэнси                |
| 2014      | с  | Партнёры                       | Partners                         | Хизер Гарретт        |
| 2015      | с  | Мой мальчик                    | About a Boy                      | Тэмми Идалис         |
| 2015      | с  | Звёздный путь продолжается     | Star Trek Continues              | Эдит Келер           |
| 2015—2017 | с  | Стар Трек: Отступники          | Star Trek: Renegades             | капитан Лексса Сингх |
| 2017      | ф  | Достойные                      | Nobility                         | лейтенант Ара Эрис   |
| 2020      | ф  | Горящая собака                 | Burning Dog                      | Джули                |
| 2021      | ф  | Свалка                         | Landfill                         | Джуди Берч           |
| 2021      | ф  | Ловец снов                     | Dreamcatcher                     | Джозефина            |